# フランス復古王政

フランス王国
Royaume de France (フランス語)

国の標語: Montjoie Saint Denis!（フランス語）
モンジョワ サンドニ！国歌: Le Retour des Princes Français à Paris（フランス語）
フランス王子のパリへの帰還

フランス王国の位置（1815年）

復古王政（ふっこおうせい、フランス語: Restauration）は、1814年のナポレオン没落後、1830年の七月王政成立までの時代を指す。
フランス革命（1789年–1799年）でブルボン朝の国王ルイ16世が廃位・処刑された後、第一共和政（1792年–1804年）、第一帝政（1804年–1814年、1815年）が続いたが、第六次対仏大同盟がナポレオンを破って第一帝政が終わり、王政が復活した。
復古王政は早くとも1814年4月6日から1830年の七月革命の民衆蜂起まで続いたが、百日天下の間は王家はフランス国内からヘントへの亡命に追い込まれた。
復古王政期のブルボン朝はアンシャン・レジームのような絶対王政ではなく立憲王政であったため、その権力には制限が課されていた。この時代の特徴は極端な保守反動にあり、その結果として漠然とした社会不安や騒擾が蔓延していた。また、政治におけるローマ・カトリック教会の復権もみられた。

王室旗（1814年-1830年）

## 概要
1814年4月、第六次対仏大同盟軍はルイ18世を復位させた（特に王政復古に批判的な修史家からは「僭王」呼ばわりされた）。新憲法の1814年憲章は全フランス人の法の前の平等をうたっていたが、王侯貴族の特権を大幅に温存していた。
ルイ18世は「最高国家元首であり、陸海軍を指揮し、宣戦を布告し、講和条約、同盟条約および通商条約を締結し、すべての行政官職を任命し、法律の執行と国家の安全のため必要な規則および勅令を制定する」ものとされた。ルイ18世は後継者のシャルル10世よりは自由主義的であり、中道派内閣を多く組閣した。
ルイ18世は1824年9月に死去し、王弟シャルル10世が後を継いだ。シャルル10世はルイ18世よりも保守的な統治形態をとり、涜聖法を含む極端な反動立法で世論の反発を招いた。国王政府は七月勅令で1830年の総選挙の結果を覆そうとしたが、勅令はいわばシャルル10世の企てた「クーデター」であり、これに対する革命を引き起こした。1830年8月2日、シャルル10世はパリから逃亡して孫のボルドー公爵アンリに譲位した。議会はこれを認めず、8月9日に当時の王国総代理官ルイ・フィリップ・ドルレアンを王位につけ、七月王政の幕が開けた。

## ルイ18世（1814年–1824年）

### 第一次王政復古（1814年）

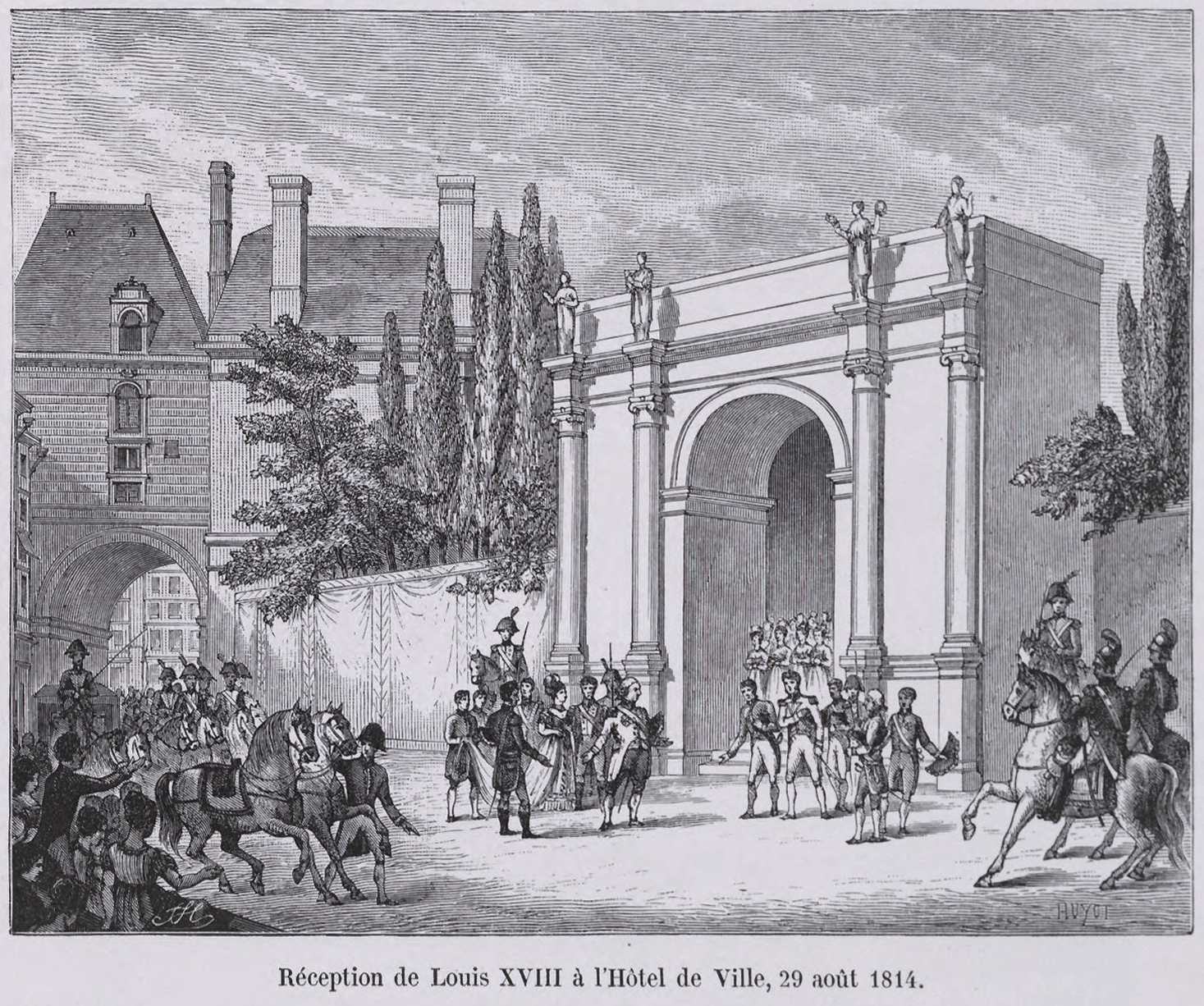
1814年8月29日、パリ市庁舎へ帰還するルイ18世

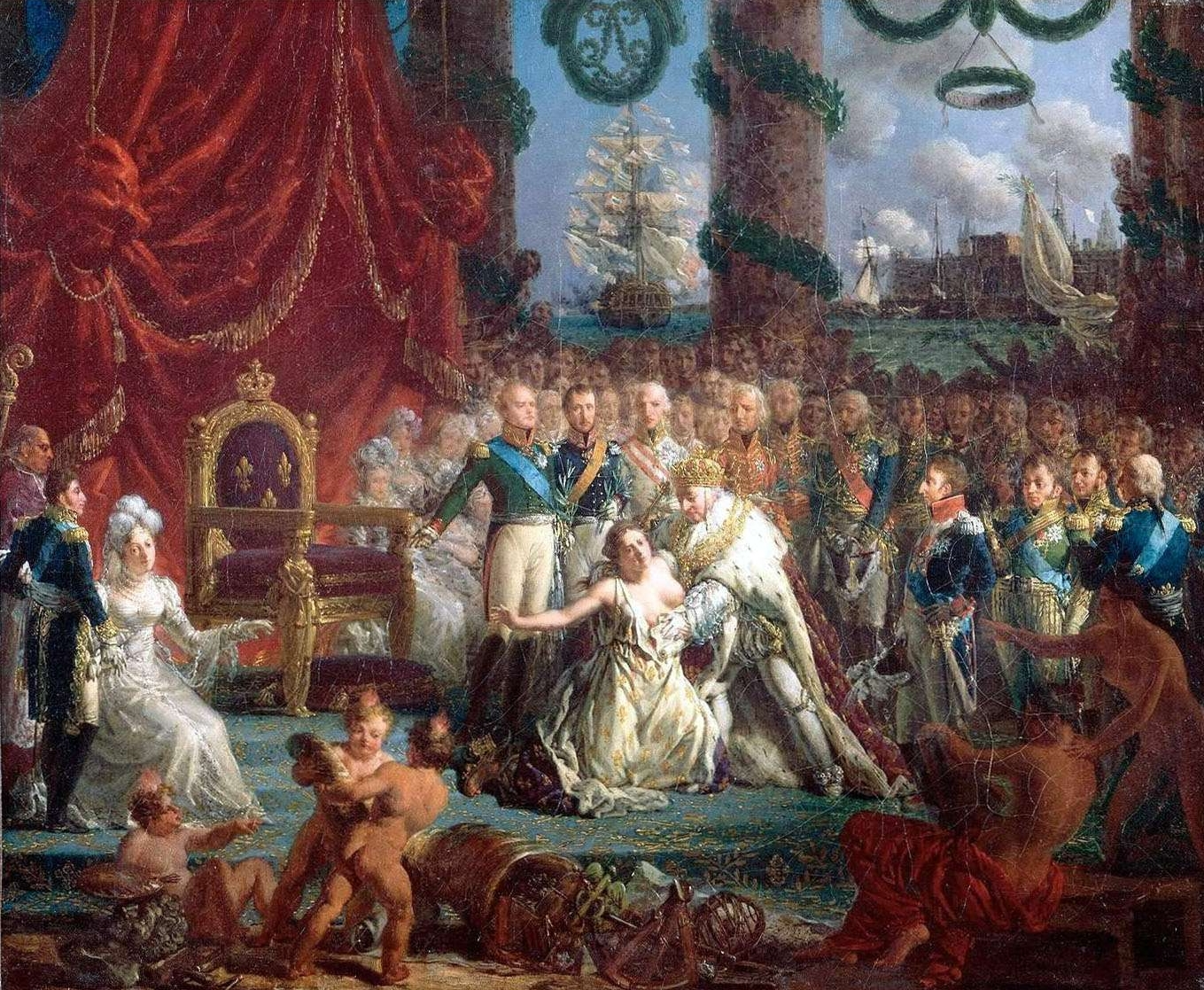
「1814年4月24日のブルボン朝再興の寓意：倒れたフランスを起き上がらせるルイ18世」、ルイ＝フィリップ・クレパン画

1814年のルイ18世の復位は、ナポレオンの治世下の元外相タレーランが戦勝国に対してブルボン朝再興を唱え、これに協力したことによるところが大きかった。戦勝国は君主候補についてまとまっておらず、イギリスとしてはブルボン家の者を希望しており、オーストリアとしてはナポレオンの皇子フランソワ・ボナパルトを頂くマリー＝ルイーズの摂政政治を検討しており、ロシアとしてはオルレアン公爵ルイ・フィリップでも、かつてのナポレオン麾下の元帥で現スウェーデン王太子のジャン＝バティスト・ベルナドットでもよいという状況であったからである。また、ナポレオンは国境を1792年当時の状態に戻した上で帝位にとどまることを1814年2月に打診されたが、これを拒否していた。王政復古の可能性は流動的であったが、戦争に疲れて平和を求める世論や、パリ、ボルドー、マルセイユ、リヨンにおけるブルボン家支持運動も手伝って、戦勝国も妥結した。
ルイ18世は、サン＝トゥアン宣言に従って、成文・欽定憲法の1814年憲章を発布した。同憲章は世襲貴族議員・勅任議員で構成する貴族院と公選議員で構成する代議院からなる二院制議会の開設を約束したが、その役割は（租税を除き）協賛機関であり、法律の発議権・裁可権、大臣任免権は国王だけにあった。選挙人は大資産家の男子に制限され、人口のわずか1%にとどまった。一方で革命期の法律・行政・経済上の諸改革の成果はそのまま残された。すなわち、法的な平等と市民的自由を保障したナポレオン法典、農民への国有財産の売却、新地方区画「県（département、デパルトマン）」の設置は新国王により覆されることはなかった。教会と国家の関係も1801年の協約による規律が維持された。同憲章下の復古王政の実情はこのようなものであったが、同憲章の前文では、「朕の王権に基づく自由意思により」同憲章を「下賜し、欽定する」とうたわれていた。

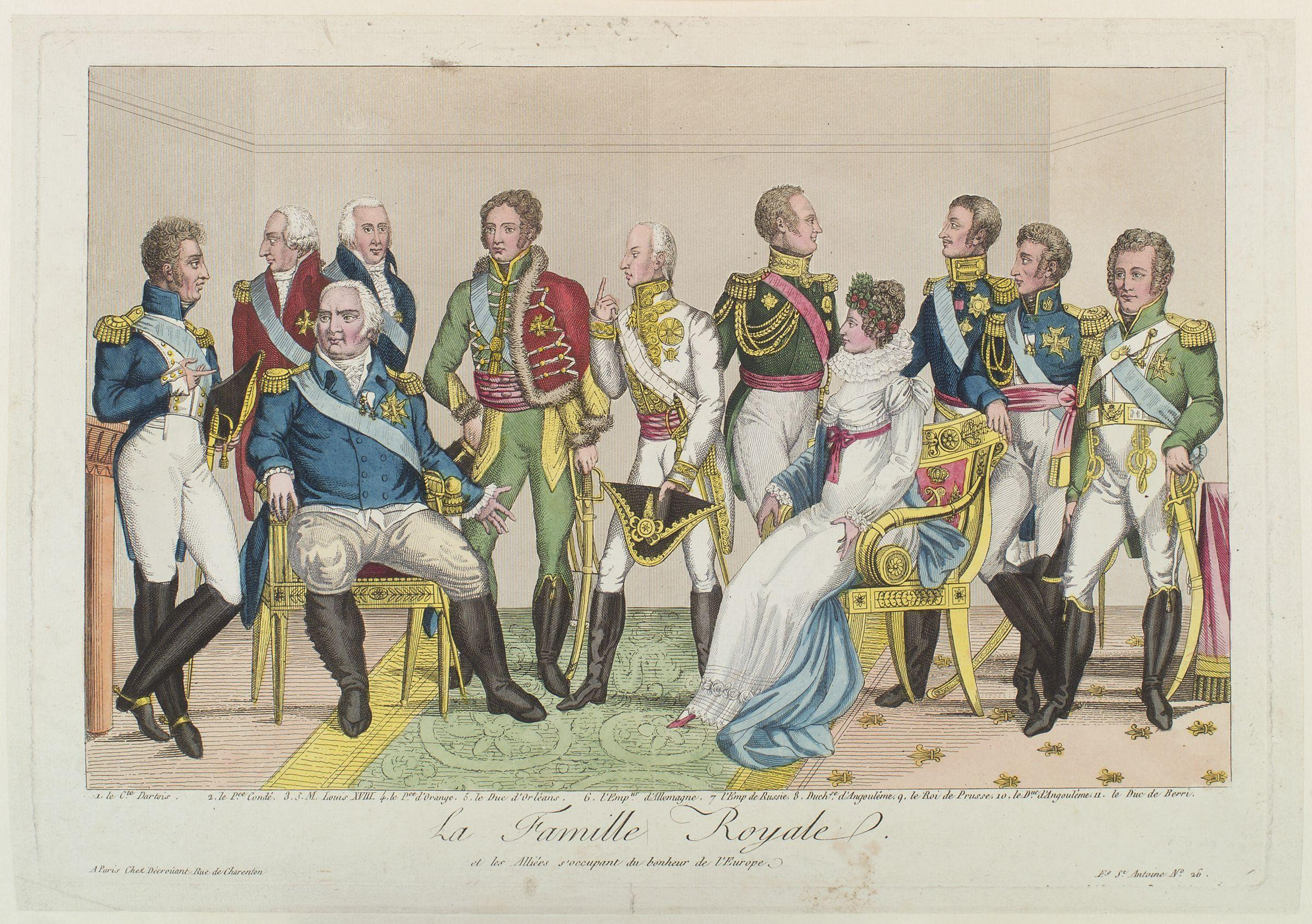
19世紀初頭に流行した漫画風の着色銅版画「欧州の幸福に与る王室と同盟軍」

王政復古当初の熱狂が去ると、ルイ18世は、フランス革命の成果に逆行する行為により、選挙権をもたない大多数の人々からの支持を急速に失った。すなわち、象徴的な行為としては、白色旗が三色旗に取って代わり、名目上の国王ルイ17世の後継者としてルイ「18世」という呼称が用いられ、「フランス人の王 (fr:Roi des Français) 」（1791年憲法下のルイ16世の称号）ではなく「フランスの王 (fr:Roi de France) 」という称号が用いられ、ルイ16世とマリー・アントワネットの年忌が特別視されるなどした。目に見えて反発を生じたのは、没収地の奪還を狙うカトリック教会や元亡命貴族から国有財産取得者へ圧力がかけられたことであった。その他ルイ18世に憎悪を抱く者は、軍人、非カトリック教徒、戦後不況と対英輸入により打撃を受けた労働者といった各層に存在した。

### 百日天下
密偵の知らせを受けてこのような不満の噴出の状況をとらえたナポレオンは、1815年3月20日、エルバ島からパリへ帰還した。ナポレオン街道の途上、討伐隊は、国王に忠誠を誓ったはずのものも含めほとんどが元皇帝側に寝返った。3月19日、ルイ18世はパリからヘントへの逃亡に追い込まれ、ナポレオンがワーテルローの戦いに敗れて再追放されるまで帰国できなかった。
ナポレオン人気は落ち込みつつあったものの、ルイ18世が不在の間、伝統的に王党派の強いヴァンデで小規模な暴動が鎮圧されたほかには、王政復古を支持する破壊活動はほとんどなかった。

### 第二次王政復古（1815年）

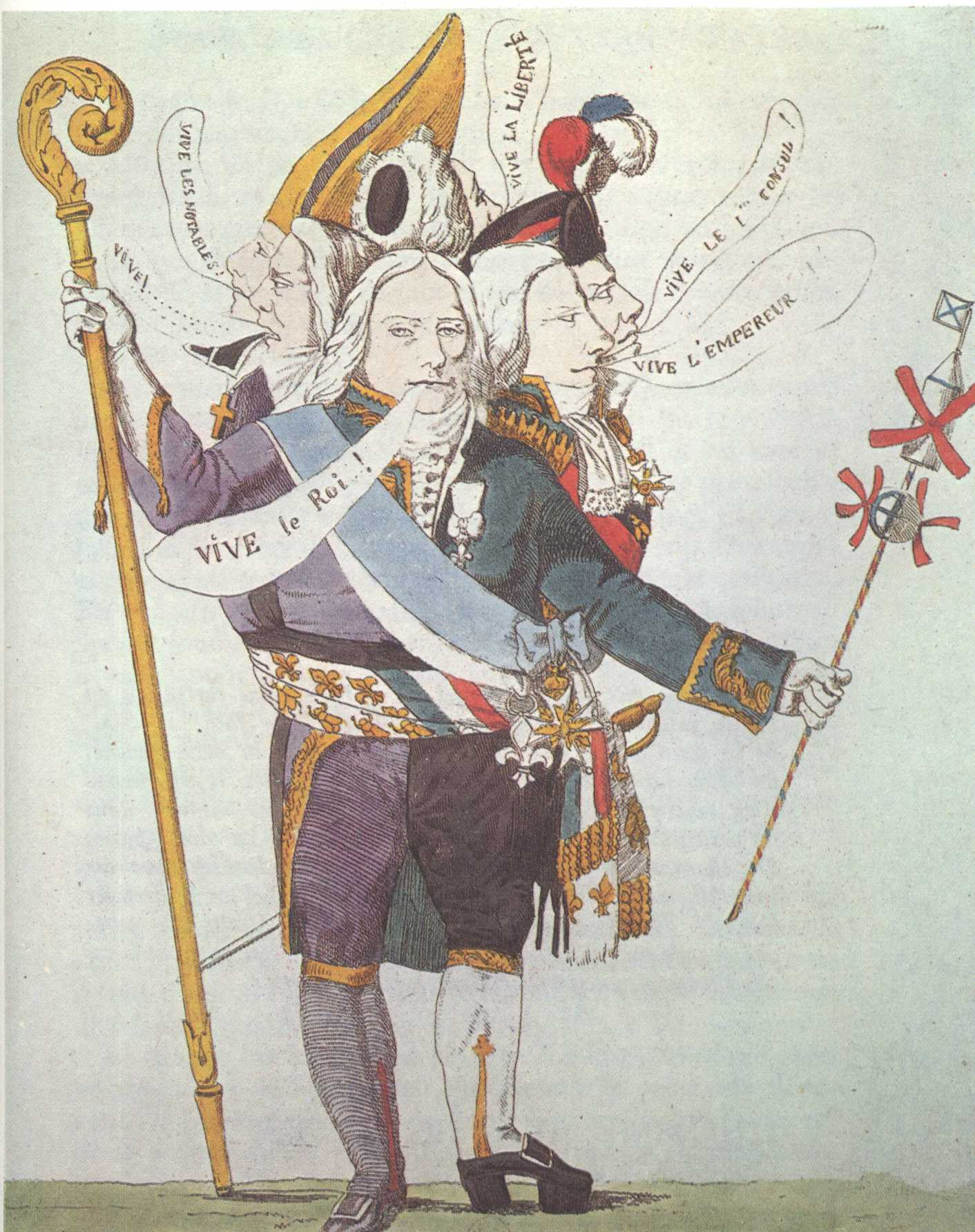
諸体制に仕えるシャルル＝モーリス・ド・タレーラン＝ペリゴールが「変節漢」と揶揄されている。

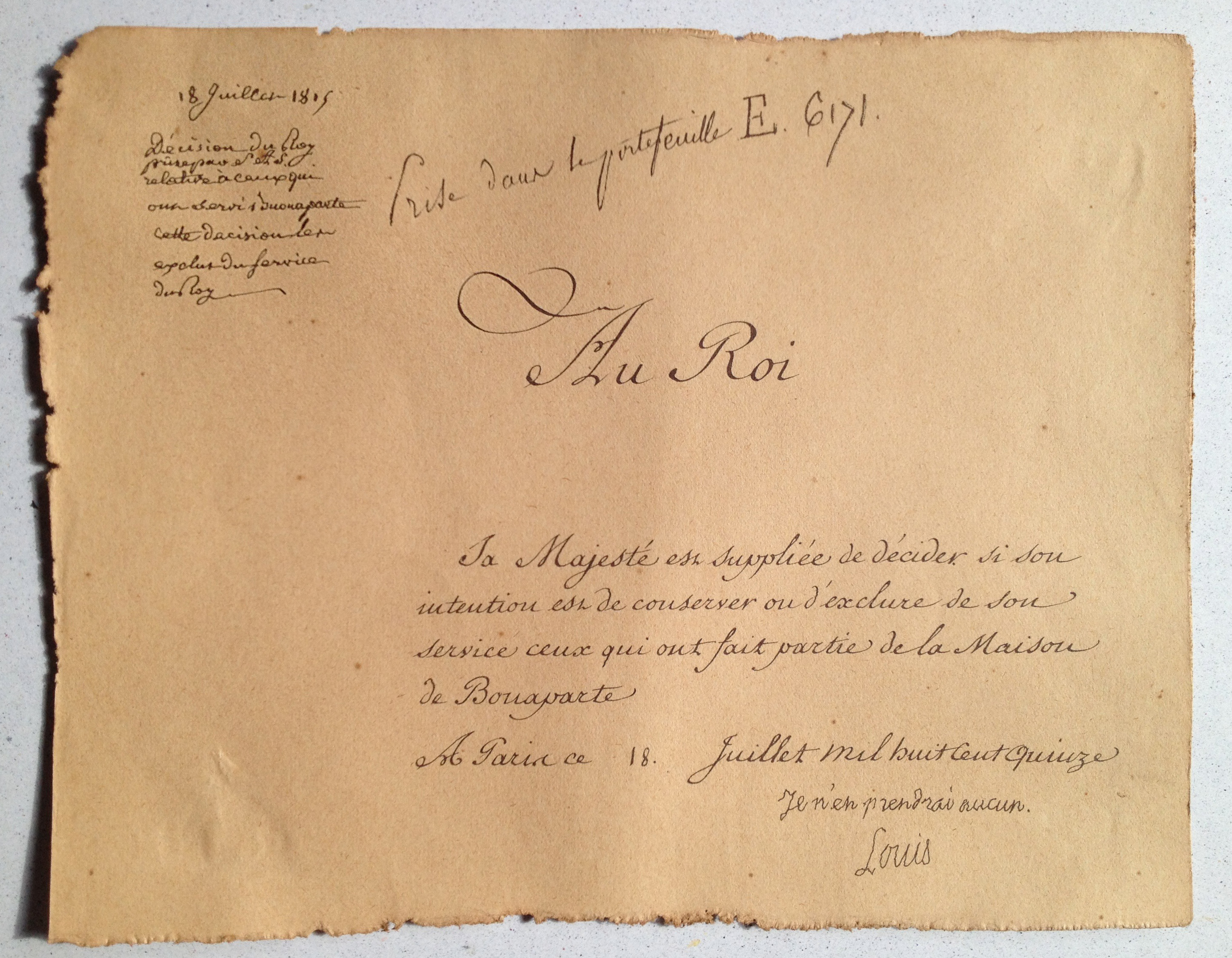
ルイ18世に対しボナパルト一族を公職追放するか否かを問う書簡（パリ、1815年7月18日）

タレーランは、ナポレオンの百日天下の警察相フーシェと同様に、ブルボン朝再興により権勢を回復した。第二次王政復古を機に南仏を中心に第二次白色テロが始まり、王政支持者はナポレオンの復権に協力した者に対する復讐に燃え、200人ないし300人が殺害、数千人が追放された。テロの実行者らは、当時の超王党派（ユルトラ）の指導者アルトワ伯爵（後のシャルル10世）のシンボルカラーである緑色の記章を身に着けていたことから、緑党 (fr:Verdets) と呼ばれた。当時の地方庁には暴力行為を防止する余力がなく、国王政府が官憲を派遣して治安を回復していた。
1815年11月20日に第二次パリ条約が調印され、第一次パリ条約より厳しい条件が課された。フランスは7億フランの賠償金の支払を課せられ、その国境を1790年当時のものに縮小された。ワーテルローの戦いの後、フランスは120万の外国兵に占領されたが、約20万の兵が1818年まで占領を継続するものとされ、フランスには賠償金に加えて占領軍の駐留経費負担の支払が課せられた。このことや白色テロに対する強い反感の矛先はルイ18世に向けられた。

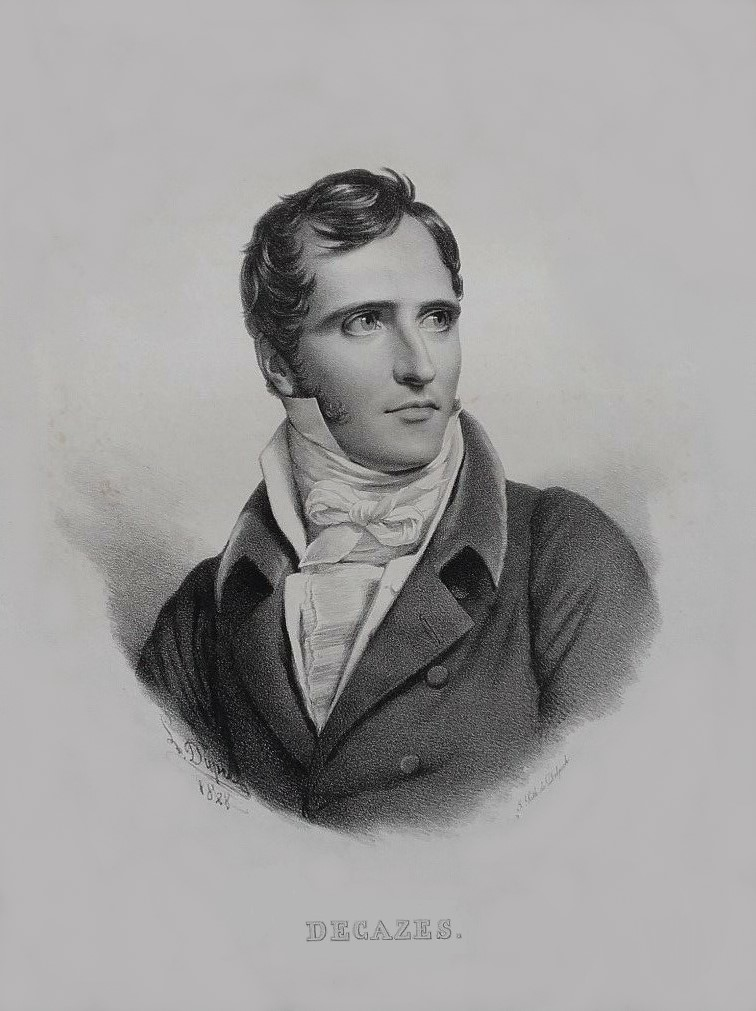
ドゥカズ伯爵は百日天下でもブルボン家への忠誠を保ち、1818年から1820年まで実質上の政府首班を務めた。

ルイ18世の治世初期の首相はタレーラン、リシュリュー公爵、ドゥカズ公爵ら穏健派が務め、ルイ18世自身も慎重な政策をとった。1815年の選挙でユルトラが圧勝し、ルイ18世のいう「またと見出しがたい議会（la chambre introuvable）」が成立すると、議会はタレーラン＝フーシェ内閣を打倒するとともに、白色テロの正当化、文官5万人ないし8万人・武官1万5,000人の罷免を求めた。そして、1789年10月に亡命して以来「新生フランスと無縁になっていた」リシュリューが、後継首相に任命された。一方で、ユルトラ議会は王政と教会の立場を積極的に支持していくとともに、王政史上の人物の記念顕彰を呼びかけた。会期中、国家的儀式はユルトラ政治の代名詞となっていき、ルイ18世を大いに悩ませた。おそらく最穏健派の閣僚であろうドゥカズは、国民衛兵（多くの緑党が徴兵されていた）の政治化防止に着手し、1816年7月に民兵による政治活動が禁止された。
議会と国王の立場が対立したため、ユルトラは代議院の権限を主張し始めた。すなわち、議会の予算承認権により1816年度予算の成立を阻止しようとし、政府の譲歩を引き出した。しかし、議会多数派の代表者をもって内閣を組織する保証を国王から得ることはできなかった。
1816年9月、ルイ18世は反動政策をとる議会を解散し、選挙工作が行われたことで1816年の議会は自由主義者が多数を占めた。リシュリューは1818年12月29日まで首相を務め、次いでドゥソル侯爵が1819年11月19日まで、ドゥカズ（1818年から1820年まで実質上の政府首班）が1820年2月20日まで登板した。この時代には純理派（ドクトリネール）が政策を主導した。翌1817年、政府は選挙法を改正し、ゲリマンダリングを行うとともに裕福な商工業者に選挙権を付与して、ユルトラが将来の選挙で多数派に返り咲くことを防止しようとした。また、新聞の検閲を廃止・緩和し、軍の階級のいくつかに昇進競争の途を開き、相互学校の設立を認めてカトリックによる公初等教育の独占を破った。ドゥカズは多くのユルトラの知事・郡長を排除したところ、その補選では非常に高い割合でボナパルティストないし共和主義者が当選したが、ユルトラの戦略投票によって返り咲いた者もいた。政府がその地位を固めていくと、ユルトラは官吏の雇用・昇進を進める代議院議員（代議士）を厳しく批判した。

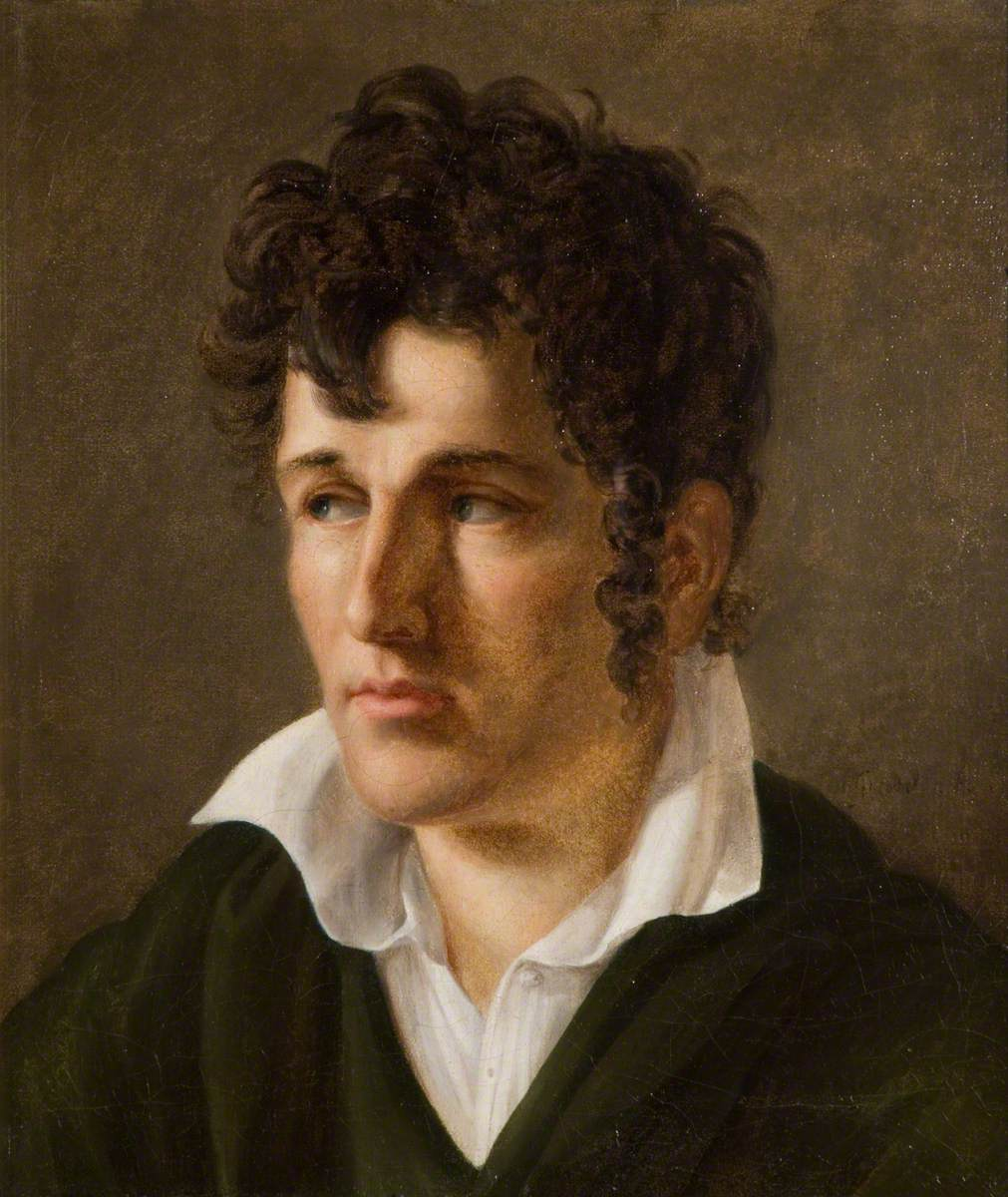
ロマン派の作家フランソワ＝ルネ・ド・シャトーブリアンは貴族院議員も務めた。

1820年までに野党側の自由主義者はユルトラとともに議会を二分して御しがたい存在となっていたため、ドゥカズと国王は選挙法改正を模索し、御しやすく保守的な多数派の形成を確実にしようとした。ところが、王弟アルトワ伯爵（のちのシャルル10世）の息子で王位継承者のベリー公爵（両人とも極端な反動主義者）が1820年2月にボナパルティストの手で暗殺されると、これを契機にドゥカズが失脚し、ユルトラが再び優勢となった。
1820年から1821年までの短期間リシュリューが再登板した。新聞の検閲が強化され、裁判なき拘留が復活し、フランソワ・ギゾーらドクトリネールの指導者に対し高等師範学校での講義が禁止されるなどした。リシュリューの下で選挙法が改正され、1820年11月の選挙から最富裕層の選挙人に二重投票権が与えられることとなった。ユルトラの巻き返しでその指導者ヴィレール伯爵を首班とする新内閣が成立し、向こう6年間続いた。ユルトラは政権に返り咲くに当たりさまざまな好機に恵まれることとなった。すなわち、ベリー公爵の死から7か月後にベリー公爵夫人が息子アンリを出産し「奇跡の子」と呼ばれたこと、1821年にナポレオンがセントヘレナで死去したこと、その遺子ライヒシュタット公爵の身柄が依然としてオーストリアの手中にあったことなどである。また、シャトーブリアンを筆頭に、ユーゴー、ラマルティーヌ、ヴィニー、ノディエなどの作家がユルトラ的な主義主張のもとに結集し、良き文学の会（société des bonnes lettres）を結成した。ちなみに、ユーゴーとラマルティーヌは後に共和主義者に転向するが、ノディエはもとジャコバン派から王党派に転向した人物だった。しかし、まもなくヴィレールは国王と同様に慎重になり、ルイ18世の存命中は、あからさまな反動政策は最小限に抑えられた。

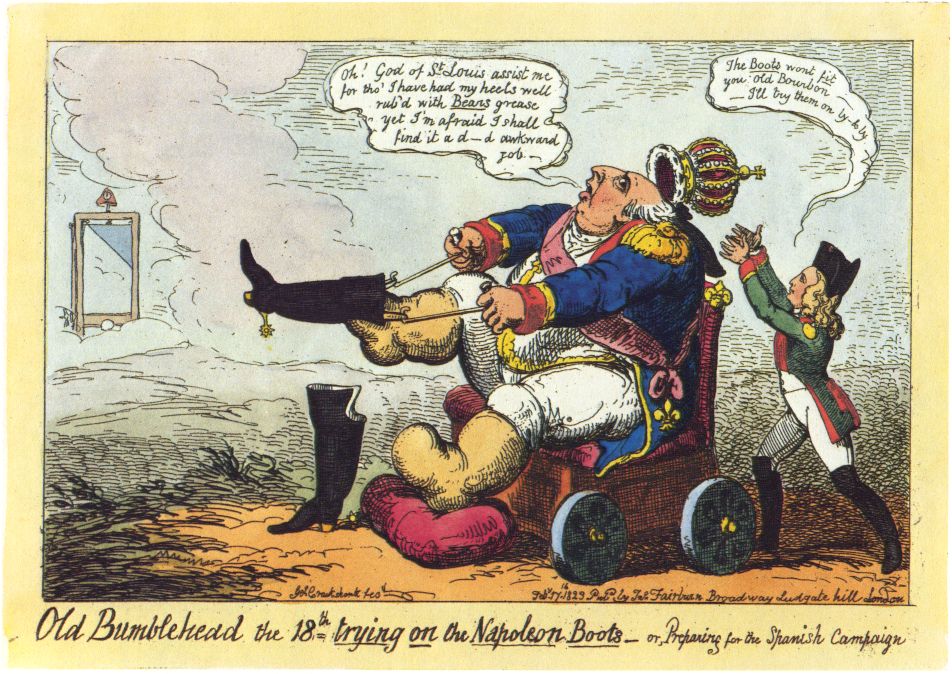
スペイン遠征を準備するルイ18世の風刺画、ジョージ・クルックシャンク画

ユルトラは支持を広げ、軍内に拡大する反対論を抑えて1823年にスペインに干渉し、スペイン・ブルボン朝の国王フェルナンド7世を支援してスペインの自由主義政府に対抗し、国民の愛国心をあおった。軍事行動にはイギリスの後ろ盾があったが、この干渉は大要、ナポレオンの治世下でイギリスが失っていたスペインへの影響力を取り戻そうとしたものと見られていた。フランス軍は聖ルイの十万の息子たちと呼ばれ、アルトワ伯爵の息子アングレーム公爵が指揮を執った。フランス軍は小戦で自由主義者を撃退しながらマドリード、その後カディスへ進軍し（1823年4月–9月）、向こう5年間スペインに駐留した。1816年の議会と同様に利益誘導が行われ、シャルボンヌリー（charbonnerie、フランス語でカルボナリと同義）への不安がもたらされたことで、ユルトラは一層支持を強め、1824年の選挙で圧勝した（「再び見出された議会（la chambre retrouvée）」）。
ルイ18世は1824年9月16日に崩御し、王弟アルトワ伯爵が王位を継承してシャルル10世となった。

## シャルル10世（1824年–1830年）
ユルトラの指導者であるシャルル10世が即位した頃、代議院はユルトラが掌握していたため、ヴィレール内閣は続投することが可能となり、ユルトラはルイ18世という最後の「歯止め」から解放された。革命後の数年間、国民はキリスト教の信仰復興を経験していたため、ユルトラはローマ・カトリック教会の復権の好機をとらえた。1801年の協約に代わり1817年6月11日の協約が調印された（ただし、発効には至らなかった）。ヴィレール内閣は、多くの代議士が所属する信仰の騎士団の圧力を受け、聖体窃盗を尊属殺と同様に死刑で罰する涜聖法案の採決を1825年1月に行った。同法には適用例がなく、立法化には象徴的な意味しかなかったが、同法の通過は特にドクトリネールの間で大いに物議を醸した。

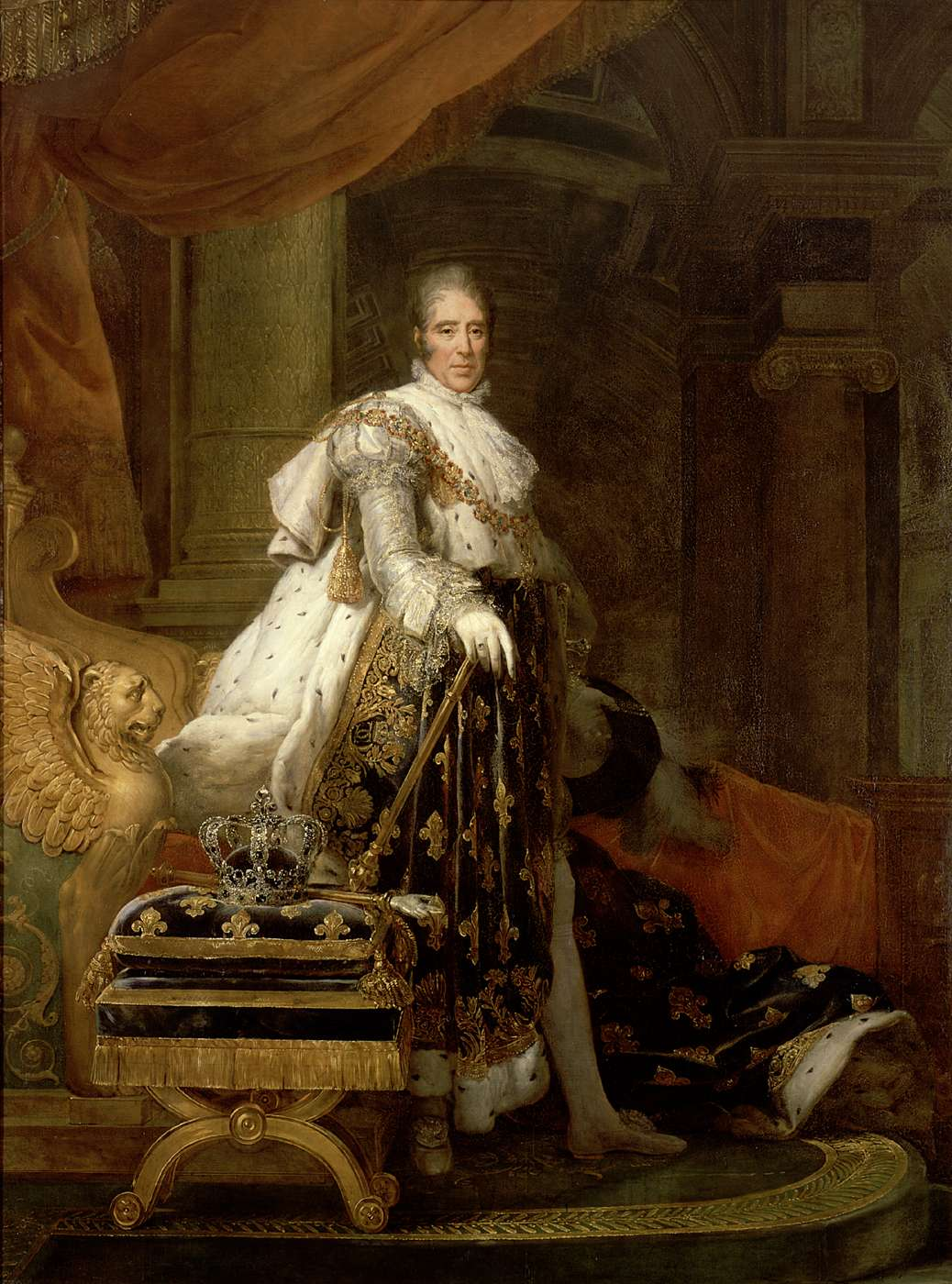
シャルル10世、フランソワ・ジェラール画

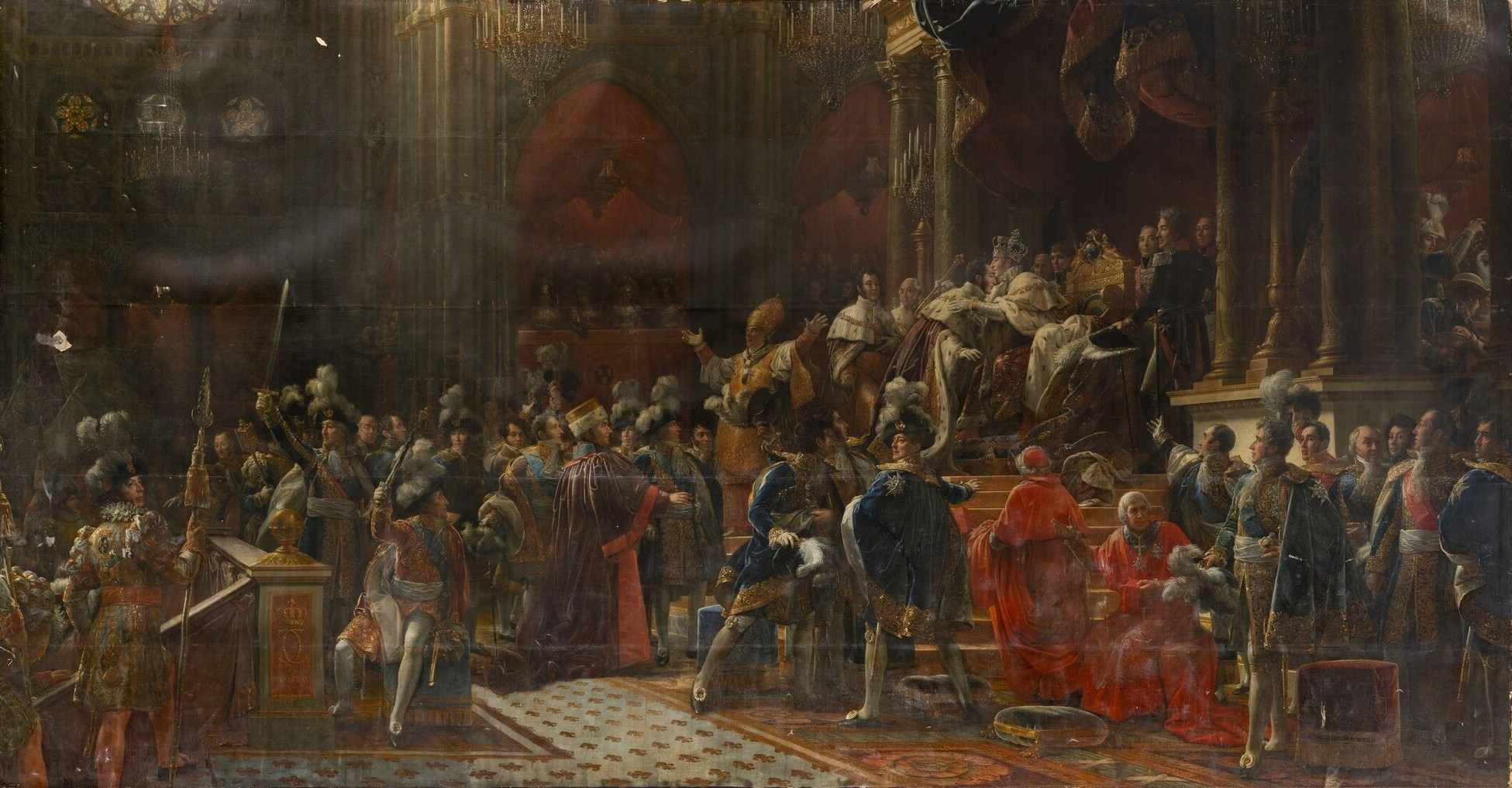
「シャルル10世の聖別式」、フランソワ・ジェラール画

1825年5月29日、シャルル10世はランスで戴冠し、アンシャン・レジーム下の聖別式の壮麗さを思わせる豪華かつ壮大な式典が催された。ヴィレールの要請で新たに加えられた点もあり、シャルル10世は1814年憲章に反対していたが、かつてのナポレオン麾下の将軍4人に付き添われて憲章への宣誓を行った。ランス大聖堂には祭壇と玉座の融合を表す装飾が施され、建築家のシャルル・ペルシエは自身の得意とするローマ風の帝政様式ではなく中世風のネオ・ゴシック建築で建物を装飾した。シャルル10世は、496年に一羽のハトが天からもたらしたという伝説の聖油で聖別され、祭壇の前にひざまずき、指輪、王笏、正義の手の杖そして王冠を受け取った。さらに、シャルル10世は瘰癧患者らに手を触れ、うち若干名の回復例があったという。ユーゴー、ラマルティーヌ、ロッシーニらは式典を称賛したが、批評家は警戒を深めた。ベランジェは「シャルル単純王の聖別式（le Sacre de Charles-le-Simple）」と題する詩で国王を痛烈に風刺した。この他、シャルル10世の裏にイエズス会の影ありと非難する者までいた。
式典の数か月前、議会は革命中に所有地を没収された亡命貴族に対する補償立法を行った。また、議会はすべての子による土地の均分相続を認めて長子相続制を廃止することを承認した。この補償法はルイ18世の治世下で企画立案されたものであったが、シャルル10世は同法の成立に重要な役割を果たした。国債利率（rente）を5%から3%に切り替え、利払いを節減して国庫に年3,000万フランを確保しようとする補償予算関連法案が議会に提案された。ヴィレール内閣は、金利生活者（rentiers）は原始投資額に比して収益が過剰になってきており、再分配は亡命貴族を革命前のフランスに合わせようとする妥当なものだと主張した。しかるに反対者はユルトラが弱小出資者から金を巻き上げて不実な貴族に手渡そうとしていると非難した。貴族院にはドゥカズ時代に任命された議員を中心に自由主義的な議員らがまだ在職しており、結局この補償予算関連法案は貴族院で否決された。4月に亡命貴族に対する補償法案が議会を通過したところ、国庫負担は約9億8,800万フランとされ（le milliard des émigrés）、利率3%・総額6億フランの国債を発行して財源を確保するものとされた。毎年約1,800万フランが亡命貴族に支払われた。
国債の市場価格が下落し、国庫からの支払は思いのほか遅れた。補償対象者の4分の1は年250フランを受け取っただけであった。議会を通過するに際して法律に付された条件の1つとして国有財産取得者の所有権は保障されるものとされたが、これを受けて国有財産の価格が高騰したため、皮肉にも主たる受益者は約100万人の国有財産取得者であったようである。
1826年、ヴィレールは長子相続制を復活する法案を提出したが、これは少なくとも大土地所有者にとっては別段の選択でもしない限り自然なことであった。自由主義的な貴族院議員や新聞は反対し、シャトーブリアンのように、ユルトラの中にも反対する者が現れた。強力な批判を受けた政府は、1824年に検閲を大幅に廃止していたのを撤回して報道の自由を制限する法案を12月に提出した。しかし、これは反ユルトラ派の怒りを増しただけで、この長子相続法案は退けられた。
1827年、ヴィレール内閣はシャトーブリアンの記事を擁するジュルナル・デ・デバ（論争新聞）を含む自由主義的な新聞からの批判の増大に直面した。反ヴィレール系のユルトラの急先鋒であるシャトーブリアンは検閲立法（1827年7月24日に新法が検閲を復活した）に反対する人々と結んで「出版の自由友の会（société des amis de la liberté de la presse）」を結成した。これに寄与した者の中にはショワズール＝スタンヴィル、サルヴァンディー、ヴィルマンらがいた。他の有力な結社としては「天は自ら助くる者を助く（Aide-toi, le ciel t'aidera）」があり、20人以上の無許可集会を禁止する法律の範囲内で活動した。同派は反対の潮流の高まりに勢いづけられてより自由主義的な位置に属した（ル・グローブ (Le Globe) （地球）紙と提携した）。この参加者の中にはギゾー、レミュザ、バロらがいた。検閲法の網をくぐるパンフレットが頒布され、1827年11月の選挙では親政府派の公職者に対抗する自由主義者の候補者に対して同派からの組織的支援が寄せられた。
1827年4月、国王とヴィレールは国民衛兵の反抗に直面した。シャルル10世が国民衛兵隊の観兵式に臨んだ際、国王政府に不満を抱く兵士が国王に表敬せよとの命令に反し、敬虔なカトリック教徒で国王の姪にあたるマリー・テレーズ王太子妃に向かって、イエズス会を罵倒する叫び声をあげたのである。自由主義者の将校が部隊を率いて官邸に抗議しに来たため、ヴィレールはもっとひどい扱いを受けた。その報復として国民衛兵は解散された。パンフレットは拡散され続け、9月に出回ったものでは、シャルル10世が北部諸県行幸に際してサン＝トメールに身を隠されながら教皇と結託して十分の一税の復活を画策し、近衛隊に身を守られながら憲章を一時停止した、と非難するものがあった。
選挙の時期までに穏健王党派（立憲派）もシャルル10世に反目し始めたが、その一因は1825年の財政危機が補償法を通過させた政府の責任とされて実業界が離反したことにあった。ユーゴーをはじめ多くの作家もシャルル10世の治世下の世の中の現実に失望して体制批判を始めた。1824年の選挙から最新書類の提出を怠った一定の選挙人について各県知事による選挙人登録の抹消が始まったが、反対者委員会はこれに対抗し、9月30日の選挙人登録期限に備えてできるだけ多くの選挙人登録が得られるよう奔走した。当初の名簿の6万人に上乗せして1万8,000人の選挙人が追加登録された。選挙権にありついて政府の支持に回る人々を登録しようという知事の思惑もあるにはあるが、その主因は反対者の運動にあると考えられる。組織はシャトーブリアンの「友の会」と「天は自ら助くる者を助く」とに大別され、後者は自由主義者、立憲派（constitutionnels、コンスティテューショネル）、対抗反対派（contre-opposition、コントル＝オポジシオン、立憲王政主義者）を支援した。
新議会の構成はいずれの党派も明確な過半数を形成できない結果に終わった。ヴィレールの後継首相として1828年1月から登板したマルティニャック子爵は中道政策にかじを切ろうとして、自由主義者に譲歩して出版規制を緩和し、イエズス会を排除し、選挙人登録に手心を加え、カトリック教会の学校設立を制限した。シャルル10世は新内閣に不満で、ポリニャック大公やラ・ブルドネのような、信仰の騎士団その他のユルトラ人士と交流を深めた。マルティニャック内閣は地方自治に関する法案を否決されて退陣した。シャルル10世や側近は、新内閣の組閣がヴィレール、シャトーブリアン、ドゥカズら王政主義派に支持されるだろうと考えていたが、1829年11月に新首相に選ばれたポリニャックは、自由主義者はもとよりシャトーブリアンからも嫌悪された。シャルル10世は超然としていたが、政治的膠着は一部王党派のクーデター画策や有志自由主義者の反税ストを呼んだ。
1830年3月の会期冒頭、シャルル10世は暗に反対派を脅かす演説を行った。これに対して221人（絶対多数）の代議士が政府を非難し（221人の勅語奉答）、これを受けたシャルル10世は議会を停会・解散した。シャルル10世は選挙権をもたない庶民からの人望に自信を持ち続けており、ポリニャックとともにロシアからの支援を得て植民地主義的・膨張主義的な対外強硬策をとった。フランスはヴィレール辞任後から何度も地中海地域に干渉し、目下ギリシャやマダガスカルに遠征隊を派遣していた。また、ポリニャックはフランスによるアルジェリアの植民地化に着手し、6月早々にはアルジェ太守に対する勝利が伝えられた（アルジェリア侵略）。ベルギー侵攻も計画されたが、これを待たずベルギー独立革命が起こった。しかし、対外政策によって国内問題から注意をそらす試みは十分に功を奏しなかった。

1830年の七月革命によってシャルル10世が退位し、復古王政が終わった。

シャルル10世による代議院の解散、七月勅令による出版規制の厳格化と選挙権の制限の結果、1830年の七月革命が起こった。しかしながら、体制崩壊の最大の原因は、ユルトラの主義主張が、貴族やカトリック教会、さらに農民の多数からの支持をつなぎとめる一方で、議会外の世論や選挙権をもたない人々 、特に工場労働者やブルジョワジーからはきわめて不評であったことにある。
シャルル10世は孫のシャンボール伯爵に譲位してイギリスに亡命したが、自由主義者とブルジョワが掌握した代議院はシャンボール伯爵を「国王アンリ5世」とは認めなかった。保守派の代議士が大量にボイコットする中で投票が行われ、代議士団はフランス王位の空位を宣言してオルレアン公爵ルイ＝フィリップを擁立した。

## 復古王政の崩壊（1827年–1830年）

復古王政期のフランスの国章

シャルル10世失脚の実際の原因については現在でも歴史家の間で議論があるが、広く認められているのは、1820年から1830年にかけての一連の景気悪化と自由主義的反対勢力の代議院進出とがあいまって、最終的に保守的なブルボン朝を倒した、ということである。
1827年から1830年にかけてフランスは農工業ともに経済危機に直面したが、これはことによると1789年の革命の一因となった経済危機以上に深刻であった。1820年代後半から穀物収穫高が徐々に落ち込んだことにより、主食品や商品作物の価格が上昇した。これに応じて、フランス各地の農村の農民は穀物の保護関税の引下げと経済状態の改善を求める運動を展開した。しかし、シャルル10世は大土地所有者からの圧力に屈して関税を据え置いたままであった。これは、1816年の「夏のない年」における一連の飢饉に際してルイ18世が関税を緩和したところ、物価が下落し、ブルボン正統主義の伝統的支柱である大土地所有者の怒りを買ったという苦い経験に基づくものであった。こうして、1827年から1830年にかけて、フランス各地の農民は比較的困難な経済状態と物価上昇の時代を迎えた。
同時に、国際的圧力と地方の購買力低下とがあいまって、都市部の経済活動の停滞を招いた。こうした産業の低迷はパリの手工業者の貧困率上昇を招いた。こうして、1830年までに、国民各層がシャルル10世の経済政策に苦しむこととなった。
フランス経済が低迷する中、一連の選挙で代議院の自由主義勢力は比較的優勢となった。1824年に17議席であった自由主義勢力は、1827年に180議席に、1830年に274議席に躍進した。多数派を形成した自由主義者は中道派のマルティニャックやユルトラのポリニャックに不満を募らせ、1814年憲章の限定解釈の維持に努めた。その要求は選挙権の拡大、より自由主義的な経済政策、さらに議会多数派による首班指名権の確立などであった。
また、おおむね代議院における自由主義勢力の伸張と呼応して、フランスでは自由主義的な出版物が増加し、パリを中心に政府広報や右派系の新聞とは対照的な論陣を張った。これらはパリ市民に対し政治的な意見や立場を伝達する上で重要性を増していったところ、自由主義者の隆盛と、いらだちを募らせながら経済的に苦しんでいたフランス民衆との間の結合に決定的な役割を果たしたものとみられる。
1830年までに、シャルル10世の復古王政は山積した課題に直面した。新たに議会多数派を形成した自由主義者は、ポリニャックの対外強硬策を前にしても譲歩する気は全くなかった。パリ市内の自由主義的出版物が政府広報の売上げを上回るなど、パリ市民全般の左傾化も見られた。それにもかかわらず、シャルル10世は右傾化する権力基盤の方しか見ておらず、代議院からの要求の高まりにまったく譲歩できなかった。この局面が限界に達することとなったのである。

## 七月勅令
正式には、フランスは1814年憲章により立憲君主国となっていた。国王は執行権を独占するなど政策決定上の広範な権限を保持していたが、法規命令の発令には原則として議会の同意や立法を要した。また、憲章は代議院議員の選挙方法、院内での権限、院内多数派の権限などを定めた。1830年に深刻な問題に直面したシャルル10世は、憲法の壁と代議院で多数派を形成した自由主義者とに阻まれて政策を維持できなくなり、窮余の一策に打って出た。
1830年3月、自由主義者が政府への不信任を採決すると国王は行動を起こし、緊急勅令による超法規的措置に取り掛かった。すなわち、
1. 代議院の解散
2. 出版の自由の制限
3. 選挙人を最富裕層に限定する選挙法改正
4. 新選挙法による再選挙の早期実施

を命じる4つの勅令を発した（七月勅令）。
国王の意向は早くから広まっていた。1830年7月10日、まだ国王が勅令案を作成している最中、アドルフ・ティエールを筆頭に資産家、自由主義的なジャーナリスト、新聞社のオーナーの一団がパリに集まり、シャルル10世への反対攻勢のための戦略を決めた。これは革命の約3週間前の出来事であるが、来るべき勅令発布の際にはパリの報道機関が国王の政策を辛辣に批判する記事を書き、大衆動員を図るべきことが決められた。こうして、1830年7月25日にシャルル10世が勅令を発すると、自由主義的な報道機関はシャルル10世の暴政を公然と非難する記事を発行した。
パリ民衆は愛国心と経済的苦境に突き動かされ、バリケードを築いて国王政府の基幹施設を襲撃し、数日のうちに事態は国王政府の手に負えなくなるまでに発展した。国王が自由主義的な定期刊行物の発行禁止に動いたため、急進的なパリ民衆はこれらの出版を守り、さらに親国王派の出版に対する攻撃を始め、国王政府の強権政治体制を麻痺させた。この機会をとらえて、議会内の自由主義者は国王に対する抗議や非難の決議案を作成し始めた。
1830年7月30日、ついに国王の廃位が宣言された。8月2日、国王が退位文書に署名してから20分後に王太子のアングレーム公爵ルイ・アントワーヌが王位継承権を放棄したため、名目上、20分間のフランス国王ルイ19世とされることがある。名目上の王位は、ルイ・アントワーヌの甥でシャルル10世の孫にあたるボルドー公爵が継承し「アンリ5世」となったが、これに先立つ7月30日、代議院は王位が空位であることを宣言してオルレアン公爵ルイ＝フィリップを王国総代理官に指名しており、8月9日にはルイ＝フィリップをそのまま国王に推戴した。こうして七月王政が始まった。

## ルイ＝フィリップとオルレアン朝
ルイ＝フィリップは1830年の七月革命で国王に推戴され、「フランスの王 (fr:Roi de France) 」ならぬ「フランス人の王 (fr:Roi des Français) 」（1791年憲法下のルイ16世の称号）を称して国民主権への転換を示した（「七月王政」）。
このオルレアニストの王政は1848年の二月革命で倒され、第二共和政が樹立されてルイ＝ナポレオン・ボナパルトが大統領に選ばれた（在職1848年–1852年）。ルイ＝ナポレオンは1851年12月2日のクーデターの後、第二帝政を樹立して皇帝ナポレオン3世を称した（在位1852年–1870年）。

## 復古王政下の政治党派
復古王政下の政治党派には相当の離合集散があった。代議院は反動的なユルトラ派と進歩的な自由主義派との間を揺れ動いた。白色テロで迫害を受けた王政反対派は政治の表舞台から姿を消した。実力者の間でもフランスにおける立憲王政のあり方をめぐって見解の対立があった。
およそすべての党派は一般庶民（アドルフ・ティエールは後にこれを「卑俗な群衆」と呼んだ）に戦々恐々としていた。各党派の政治的見解は階級の利益を代表したものであった。議会の解散による多数派の逆転や重大事件（例えば、1820年のベリー公爵暗殺事件）を利用して、最大野党が政変を図ることもあった。
代議士の闘争は王政対民衆の闘争というよりはむしろ王権との権力闘争であった。代議士は民衆の利益の擁護者を自認していたが、一般庶民、革新政治、社会主義、さらに選挙権拡大のような単純な措置にさえも大きな不安を抱いていた。
復古王政下の主要な政治党派は次のとおりである。

### 超王党派
超王党派（ultra-royalistes、ユルトラ＝ロワイヤリスト）は、1789年以前のようなアンシャン・レジームへの回帰と貴族や聖職者が優位を占める絶対主義を望んだ。同派は共和主義と民主主義を敵視し、名望ある貴族エリート層による厳格な政府を主張したが、納税額による制限選挙すなわち高額納税者の部分的民主制は排除せず、むしろ貴族政治の維持と絶対主義の推進に関心を持っていた。同派は1814年憲章が革命的にすぎるとしてこれを拒否し、絶対王政への回帰、特権と国王（シャルル10世）の再建を目指した。
主要人物には、理論家としてルイ・ガブリエル・ド・ボナール、ジョゼフ・ド・メーストル、議会指導者としてフランソワ＝レジ・ド・ラ・ブルドネ、ジュール・ド・ポリニャック（1829年に政権獲得）らがおり、機関紙はラ・コティディエンヌ (La Quotidienne) （日々）紙、ラ・ガゼット・ド・フランス (La Gazette de France) （フランス新聞）紙で、その他の王党派の新聞としてドラポー・ブラン（Drapeau Blanc、白旗）紙、オリフラム（Oriflamme、王旗）紙があった。

### 立憲派
立憲派（constitutionnels、コンスティテューショネル）は、裕福・有識なブルジョワ、法学者、帝国高級官吏、大学教授を中心とした。同派は貴族階級の勝利も民主主義者の勝利も同様に危惧していたところ、憲章は自由と市民的平等を保障しつつ、公的な問題の処理について無知ゆえに無能力な一般大衆に対し防壁を設けるものであるとして、憲章に従うことを主張した。主要人物にはエティエンヌ＝ドニ・パスキエ、ジョゼフ＝アンリ＝ジョアシャン・レネらがいた。

### 純理派
純理派（doctrinaires、ドクトリネール）は、復古王政初期、ユルトラに反対して穏健な王政への回帰を主張した。主要人物にはピエール＝ポール・ロワイエ＝コラール、フランソワ・ギゾー、セール伯爵らがおり、機関紙はル・クーリエ・フランセ (Le Courrier français) （フランス通信）紙、ル・サンスール (Le Censeur) （検閲者）紙だった。

### 独立諸派
独立諸派（indépendants、アンデパンダン）は、小ブルジョワ、医者、弁護士、商人、法曹、地方の国有財産取得者を中心とした。同派は憲章が保守的にすぎるとしてこれを拒否し、1815年の条約、白色旗、聖職者と貴族の復権に反対した。主要人物には、議会君主制論者のバンジャマン・コンスタン、帝国将校のマクシミリアン・セバスティアン・フォワ将軍、共和主義者のジャック＝アントワーヌ・マニュエル弁護士、ラファイエットらがおり、機関紙はラ・ミネルヴ (La Minerve) （ミネルヴァ）紙、ル・コンスティテューショネル (Le Constitutionnel) （立憲）紙、ル・グローブ (Le Globe) （地球）紙だった。

### 自由派
自由派（libéraux、リベロー）は、復古王政晩年に出現し、自由と透明性の拡大、貴族階級の負担による中産階級全体の税負担の軽減を主張した。同派は産業革命で没落した貴族階級に代わり台頭してきた新興中産エリート層の利益を代表した。

### 共和派
共和派（républicains、レピュブリカン）は、中産階級の利益を代表する代議士とは対照的に、極左に位置して貧しい労働者階級に焦点を当てた。労働者階級の利益は代表されることも耳を傾けられることもなく、デモ活動も鎮圧・回避されたところ、労働者階級にとって議会主義の強化の意味するところは民主的変革ではなく課税拡大でしかなかった。ブランキのように革命を唯一の解決策とみなす者もいた。ガルニエ＝パージェスとルイ＝ウジェーヌ、ゴドフロワ・カヴェニャック兄弟は共和派を自認し、カベーとラスパイユは社会主義者として活躍した。サン＝シモンもまたこの時代に活躍し、1825年に死去する前にルイ18世に直訴したこともあった。

## 大衆文化
ローラン・ブトンナ監督、ギャスパー・ウリエル、マリ＝ジョゼ・クローズ主演のフランスの歴史映画「ジャック・ソード 選ばれし勇者」は復古王政期のフランスを舞台としている。

### 文学
- レ・ミゼラブル - ヴィクトル・ユーゴーの小説。ナポレオンの百日天下からの20年間を描く。
- 赤と黒 - スタンダールの小説。復古王政晩年を舞台とする。
- 人間喜劇 - オノレ・ド・バルザックの百編近い作品群の総題。復古王政期や七月王政期を舞台とする。